# Liste der Bodendenkmäler in Adelschlag
Auf dieser Seite sind die Bodendenkmäler in der oberbayerischen Gemeinde Adelschlag zusammengestellt. Diese Tabelle ist eine Teilliste der Liste der Bodendenkmäler in Bayern. Grundlage ist die Bayerische Denkmalliste, die auf Basis des Bayerischen Denkmalschutzgesetzes vom 1. Oktober 1973 erstmals erstellt wurde und seither durch das Bayerische Landesamt für Denkmalpflege geführt wird. Die folgenden Angaben ersetzen nicht die rechtsverbindliche Auskunft der Denkmalschutzbehörde.

## Bodendenkmäler in Adelschlag
| Lage                                       | Objekt | Akten-Nr.     | Bild           |
| ------------------------------------------ | --- | ------------- | -------------- |
| Adelschlag (Standort)                      | Mittelalterliche und frühneuzeitliche Befunde im Bereich der Kath. Pfarrkirche St. Nikolaus von Ochsenfeld. | D-1-7132-0031 |                |
| Adelschlag (Standort)                      | Straße der römischen Kaiserzeit. | D-1-7132-0033 |                |
| Adelschlag (Standort)                      | Silexbergbauareal des späten Neolithikums und der frühen Bronzezeit, Siedlung vor- und frühgeschichtlicher Zeitstellung, mittelalterliche Wüstung.                                                               | D-1-7132-0034 |                |
| Adelschlag (Standort)                      | Silexschlagplatz des späten Neolithikums und der frühen Bronzezeit. | D-1-7132-0035 |                |
| Adelschlag (Standort)                      | Silexbergbauareal vor- und frühgeschichtlicher Zeitstellung. | D-1-7132-0036 |                |
| Adelschlag (Standort)                      | Siedlung vor- und frühgeschichtlicher Zeitstellung. | D-1-7132-0037 |                |
| Adelschlag (Standort)                      | Verebnete Grabhügel und viereckiges Grabenwerk vor- und frühgeschichtlicher Zeitstellung. | D-1-7132-0038 |                |
| Adelschlag (Standort)                      | Grabhügel vorgeschichtlicher Zeitstellung. | D-1-7132-0042 |                |
| Adelschlag (Standort)                      | Grabhügel vorgeschichtlicher Zeitstellung. | D-1-7132-0043 |                |
| Adelschlag (Standort)                      | Siedlungen des Neolithikums, der Hallstattzeit und des späten Mittelalters. | D-1-7132-0176 |                |
| Adelschlag (Standort)                      | Grabhügel vorgeschichtlicher Zeitstellung. | D-1-7133-0001 |                |
| Adelschlag (Standort)                      | Grabhügel vorgeschichtlicher Zeitstellung. | D-1-7133-0002 |                |
| Adelschlag (Standort)                      | Freilandstation des Mesolithikums, Grabhügel vorgeschichtlicher Zeitstellung. | D-1-7133-0003 |                |
| Adelschlag (Standort)                      | Siedlung der Jungsteinzeit, Grabhügel vorgeschichtlicher Zeitstellung. | D-1-7133-0004 |                |
| Adelschlag (Standort)                      | Siedlung des Neolithikums, römische Villa rustica. | D-1-7133-0005 |                |
| Adelschlag (Standort)                      | Straße der römischen Kaiserzeit. | D-1-7133-0006 |                |
| Adelschlag (Standort)                      | Viereckschanze der jüngeren Latènezeit. | D-1-7133-0007 |                |
| Adelschlag (Standort)                      | Siedlung der Hallstattzeit. | D-1-7133-0008 |                |
| Adelschlag (Standort)                      | Siedlung des Jungneolithikums, der Bronze- und Urnenfelderzeit sowie der römischen Kaiserzeit. | D-1-7133-0009 |                |
| Adelschlag (Standort)                      | Siedlung vor- und frühgeschichtlicher Zeitstellung. | D-1-7133-0011 |                |
| Adelschlag (Standort)                      | Siedlung des Neolithikums, Grabhügel vorgeschichtlicher Zeitstellung. | D-1-7133-0013 |                |
| Möckenlohe (Standort)                      | Villa rustica der römischen Kaiserzeit (Hauptgebäude rekonstruiert und museal aufbereitet), Siedlung der frühen und der späten Bronzezeit, der Hallstattzeit und der Latènezeit sowie Gräber der Spätbronzezeit. | D-1-7133-0014 | weitere Bilder |
| Im Wald westlich von Möckenlohe (Standort) | Wallanlage der Spätlatènezeit und der römischen Kaiserzeit. | D-1-7133-0015 | weitere Bilder |
| Adelschlag (Standort)                      | Siedlung frühgeschichtlicher Zeitstellung, mittelalterliche Wüstung. | D-1-7133-0016 |                |
| Adelschlag (Standort)                      | Römische Villa rustica. | D-1-7133-0017 |                |
| Adelschlag (Standort)                      | Siedlung vor- und frühgeschichtlicher Zeitstellung. | D-1-7133-0018 |                |
| Adelschlag (Standort)                      | Straße der römischen Kaiserzeit. | D-1-7133-0019 |                |
| Adelschlag (Standort)                      | Siedlung frühgeschichtlicher oder mittelalterlicher Zeitstellung. | D-1-7133-0020 |                |
| Adelschlag (Standort)                      | Siedlung vor- und frühgeschichtlicher Zeitstellung. | D-1-7133-0022 |                |
| Adelschlag (Standort)                      | Römische Villa rustica. | D-1-7133-0023 |                |
| Adelschlag (Standort)                      | Grabhügel der Hallstattzeit. | D-1-7133-0026 |                |
| Adelschlag (Standort)                      | Grabhügel vorgeschichtlicher Zeitstellung. | D-1-7133-0027 |                |
| Adelschlag (Standort)                      | Grabhügel vorgeschichtlicher Zeitstellung. | D-1-7133-0028 |                |
| Eichstätt (Standort)                       | Grabhügel vorgeschichtlicher Zeitstellung. | D-1-7133-0029 |                |
| Adelschlag (Standort)                      | Abschnittsbefestigung vor- und frühgeschichtlicher Zeitstellung, Siedlung der Hallstatt- und Latènezeit. | D-1-7133-0030 |                |
| Adelschlag (Standort)                      | Straße der römischen Kaiserzeit. | D-1-7133-0031 |                |
| Walting (Standort)                         | Grabhügel vor- und frühgeschichtlicher Zeitstellung, Brandgräberfeld und Tempel der römischen Kaiserzeit. | D-1-7133-0032 |                |
| Adelschlag (Standort)                      | Siedlung der römischen Kaiserzeit. | D-1-7133-0033 |                |
| Adelschlag (Standort)                      | Siedlung der römischen Kaiserzeit. | D-1-7133-0034 |                |
| Adelschlag (Standort)                      | Römische Villa rustica. | D-1-7133-0036 |                |
| Adelschlag (Standort)                      | Siedlung vorgeschichtlicher Zeitstellung. | D-1-7133-0037 |                |
| Adelschlag (Standort)                      | Wüstgefallene Siedlung des Mittelalters. | D-1-7133-0038 |                |
| Adelschlag (Standort)                      | Verebnete Grabhügel vorgeschichtlicher Zeitstellung. | D-1-7133-0039 |                |
| Adelschlag (Standort)                      | Siedlung vor- und frühgeschichtlicher Zeitstellung. | D-1-7133-0040 |                |
| Adelschlag (Standort)                      | Körpergräber des frühen Mittelalters. | D-1-7133-0168 |                |
| Adelschlag (Standort)                      | Mittelalterliche und frühneuzeitliche Befunde im Bereich des Gutshofes Moritzbrunn. | D-1-7133-0258 |                |
| Adelschlag (Standort)                      | Siedlung vor- und frühgeschichtlicher Zeitstellung. | D-1-7133-0262 |                |
| Adelschlag (Standort)                      | Siedlung der frühen Bronzezeit und der Völkerwanderungszeit, Gräber der römischen Kaiserzeit. | D-1-7133-0263 |                |
| Adelschlag (Standort)                      | Siedlung frühgeschichtlicher oder mittelalterlicher Zeitstellung. | D-1-7133-0308 |                |
| Adelschlag (Standort)                      | Straße vor- und frühgeschichtlicher oder mittelalterlicher Zeitstellung. | D-1-7133-0309 |                |
| Adelschlag (Standort)                      | Mittelalterliche und frühneuzeitliche Befunde im Bereich der Kath. Filialkirche St. Andreas. | D-1-7133-0319 |                |
| Adelschlag (Standort)                      | Mittelalterliche und frühneuzeitliche Befunde im Bereich der Kath. Pfarrkirche Mariä Himmelfahrt. | D-1-7133-0322 |                |
| Adelschlag (Standort)                      | Mittelalterliche und frühneuzeitliche Befunde im Bereich der Kath. Pfarrkirche St. Michael. | D-1-7133-0326 |                |
| Walting (Standort)                         | Siedlung der Hallstattzeit und Brandgräberfeld der römischen Kaiserzeit. | D-1-7133-0398 |                |